# Joyeuse Entrée (1780)
 (février 2015).
Si vous disposez d'ouvrages ou d'articles de référence ou si vous connaissez des sites web de qualité traitant du thème abordé ici, merci de compléter l'article en donnant les références utiles à sa vérifiabilité et en les liant à la section « Notes et références ».
Pour les articles homonymes, voir Joyeuse Entrée (homonymie).
La Joyeuse Entrée de 1780 est une charte promulguée par Joseph II, gouverneur des Pays-Bas autrichiens, à son arrivée au pouvoir, qui confirme les privilèges accordés depuis 1451 aux populations des duchés de Brabant et de Limbourg. Elle donne aussi les principes généraux selon lesquels le prince envisage d'exercer son autorité. La charte se compose de 59 articles. Le texte original, rédigé en néerlandais, est publié dans le Recueil des placards de Brabant, tome 8, p. 87. La traduction en français établie à l'époque est disponible dans M. Le Grand, Révolution brabançonne : essai historique, Bruxelles, Wouters, Raspoet et Cie, 1843, p. 203.

## Commentaire
Article 1er. Sa Majesté leur sera bon, équitable et léal (sic) Seigneur : elle ne les gouvernera pas par la force, ni par la volonté, ni autrement que par droit et sentence et devant les juges ordinaires.
Joseph II marque dans ce premier article sa volonté de maintenir un état de droit. On notera que l'adjectif léal, d'origine espagnole et peu utilisé en français, tend déjà à replacer son autorité dans une continuité historique - une dynastie espagnole ayant précédé la dynastie autrichienne à la tête des duchés de Brabant et de Limbourg.
Article III. Sa Majesté n'entreprendra pas de guerre pour causes concernant les pays de Brabant et de Limbourg, que du consentement des villes et pays de Brabant; elle ne prendra pas d'engagement tendant à rétrécir les limites ou à diminuer les droits, libertés ou privilèges du même pays.
Cet article date de la Joyeuse entrée de 1356 qui tentait déjà de préserver l'intégrité des duchés, contre les ventes et les partages successoraux - voir à ce sujet l'enjeu de la Guerre de succession du Duché de Brabant.
Article LVIII. Sa Majesté confirme en général aux prélats, nobles, villes, et à tous ses sujets du pays de Brabant et d'Outre-Meuse, tous les droits, franchises, privilèges, chartres, coutumes, usages et autres droits qu'ils ont, et qui leur ont été donnés par les Ducs et Duchesses de Brabant, ainsi que ceux dont ils ont joui et usé, nommément les additions à la Joyeuse Entrée du Duc Philippe-le-Bon, du 20 septembre 1451, et du 28 novembre 1457, ainsi que les additions de l'Empereur Charles V, des 12 et 26 avril 1515.
Cet article confirme les droits acquis antérieurement par les provinces et leurs principaux fondements législatifs. Il permet au souverain de s'installer dans une continuité qui trouve son origine au XVe siècle (230 ans plus tôt) et ainsi d'affirmer sa légitimité. Le placement de cet article à la fin de la charte, peut laisser penser que Joseph II n'entend pas devoir se réclamer de cette continuité pour régner justement, selon les termes du premier article de la charte.

## Extraits
Article IVSa Majesté prendra les titres et les armes de Lothier, de Brabant, de Limbourg et du Marquisat du Saint-Empire; d'après ces titres et armes, elle fera graver un sceau, distingué des autres par une marque notable, lequel devra toujours demeurer dans le Brabant, et dont on scellera toutes choses concernant les pays de Brabant et d'Outre-Meuse; sans en sceller d'autres; de plus, ces actes seront dépêchés par l'un des secrétaires de sa Majesté, ordonné pour les affaires de Brabant.
Article VSa Majesté composera son conseil de Brabant de sept personnes, dont l'une sera chancelier et scelleur, natif du Brabant, sachant les langues latine, wallonne et flamande, qui gardera le sceau de Brabant ; quatre autres seront Brabançons, ou devront possèder une baronnie d'Estoc par eux-mêmes, ou du chef de leurs femmes; et deux autres pourront être étrangers, au choix de Sa Majesté, pourvu qu'ils sachent le flamand. Par ce conseil, ainsi composé, et par les autres personnes que Sa Majesté trouvera bon d'y ajouter, Elle fera traiter et expédier toutes les affaires du pays de Brabant et d'Outre Meuse, concernant la justice, statuts, édits, ordonnances ou mandement; et ne sera ledit conseil soumis à d'autres ordres que ceux de Sa Majesté ou de son gouverneur-général, ou gourvernante-générale. Les conseillers et secrétaires, avant de prendre possession de leurs places, jureront aux États qu'ils ne concourront jamais à aucun acte tendant à aliéner ou à engager aucune partie des pays de Brabant ou de Limbourg sans le consentement des États.